# Tekla Bądarzewska-Baranowska
Tekla Bądarzewska-Baranowska (1829/1834 – 29. září 1861) byla polská hudební skladatelka. Narodila se buď v roce 1829 v Mławě, nebo roku 1834 ve Varšavě. Provdala se za Jana Baranowského a během devíti let manželství měli pět dětí. Celkem napsala asi 35 krátkých skladeb v duchu salonní hudby pro klavír; její zdaleka nejslavnější skladbou je Dívčina modlitba (Modlitwa dziewicy, Op. 4), vydaná v roce 1856 ve Varšavě, která poté vyšla jako příloha k Revue et gazette musicale de Paris v roce 1859.
Bądarzewska-Baranowska zemřela 29. září 1861 ve Varšavě. Její hrob je na Powązkowském hřbitově. Je po ní pojmenován kráter na Venuši.